# Protocolo II
El Protocolo II del año 1977 es un protocolo de enmienda a los Convenios de Ginebra relativo a la protección de las víctimas en conflictos armados no internacionales. En él se definen algunas de las Leyes internacionales que se esfuerzan por ofrecer una mejor protección a las víctimas internas; los conflictos armados que tienen lugar dentro de las fronteras de un solo país. El alcance de estas leyes es más limitado que la del resto de los Convenios de Ginebra, por respeto a los derechos soberanos y deberes de los gobiernos nacionales.
Hasta el 1 de julio de 2025, el Protocolo había sido ratificado por 170 países, con los Estados Unidos, Turquía, Israel, Irán, Pakistán y Irak como notables excepciones. Sin embargo, los Estados Unidos, Irán y Pakistán lo firmaron el 12 de diciembre de 1977, con la intención de ratificarlo. De acuerdo con un llamamiento del Comité Internacional de la Cruz Roja, en el año 1997, una serie de los artículos contenidos en ambos protocolos se reconocen como normas del derecho internacional consuetudinario válido para todos los Estados, sea o no que lo hayan ratificado.

## Introducción
Históricamente el derecho internacional de los conflictos armados, abordó las declaraciones tradicionales de la guerra entre las naciones. Cuando los Convenios de Ginebra se actualizaron en el año 1949, después de la Segunda Guerra Mundial, los delegados buscaron definir cierto mínimo humanitarismo en las normas a las situaciones que poseían todas las características de la guerra, sin ser una guerra internacional.
Estas negociaciones culminaron en el artículo 3, común a los cuatro básicos de los tratados de los Convenios de Ginebra del año 1949. El artículo 3 común se aplica a los conflictos armados que no son de carácter internacional, pero que se encuentran dentro de los límites de un solo país. Se proporciona protección limitada a las víctimas, incluida:
- Las personas que no participen directamente en las hostilidades deben ser tratadas con humanidad (incluyendo las personas militares que han dejado de estar activo como resultado de enfermedad, lesión, o detención).

- Los heridos y enfermos serán recogidos y asistidos.

En la década de los años 70, los diplomáticos estaban tratando de negociar aclaraciones al lenguaje escrito del artículo 3, y para ampliar el alcance del derecho internacional para cubrir los derechos adicionales de ayuda humanitaria en el contexto de los conflictos internos. Estos esfuerzos se tradujeron en el Protocolo II de los Convenios de Ginebra. El debate sobre este protocolo se centró en torno a dos ideas en conflicto. En primer lugar, que la distinción entre el conflicto armado interno e internacional es artificial desde el punto de vista de las víctimas. Los principios humanitarios deben aplicarse con independencia de la identidad de los combatientes. En segundo lugar, que el derecho internacional no se aplica a situaciones de carácter no internacional. Una nación tiene soberanía dentro de sus fronteras, y no debe aceptar las resoluciones y las órdenes de otros países.